# الكسندر كوك
الكسندر كوك (بالإنجليزية: Alexander Kok)‏ هو عازف تشيلو جنوب أفريقي، ولد في 4 فبراير 1926، وتوفي في 1 مايو 2015.

## وصلات خارجية
- الكسندر كوك على موقع ميوزك برينز (الإنجليزية)
- الكسندر كوك على موقع ديسكوغز (الإنجليزية)
- الكسندر كوك على موقع ديسكوغز (الإنجليزية)